# Gatunki bliźniacze

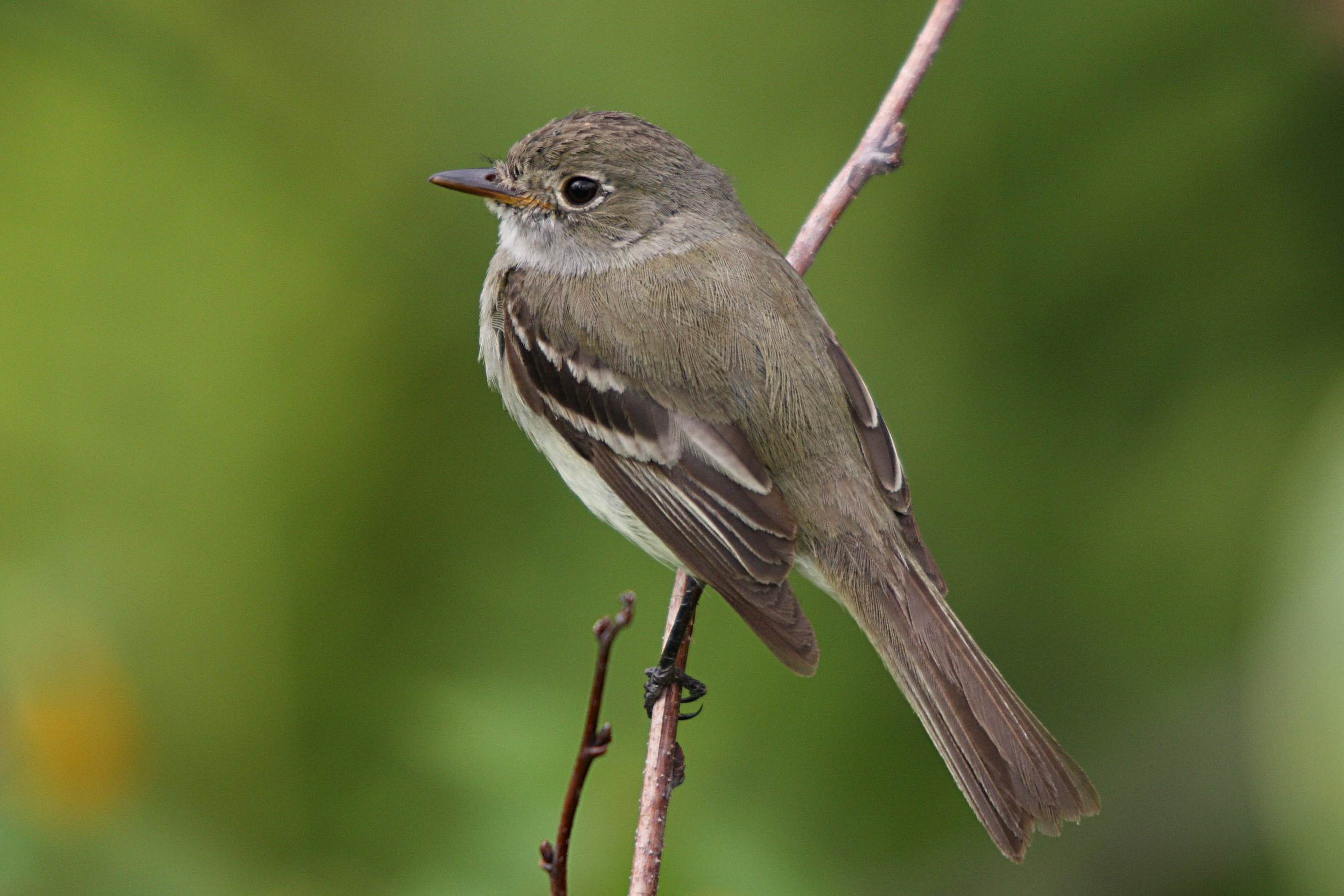
Wśród ptaków północnoamerykańskich klasycznym przykładem gatunków kryptycznych są: empidonka olchowa (Empidonax alnorum; na zdjęciu) oraz empidonka wierzbowa (Empidonax traillii). Ptaki te są niemal nierozróżnialne, również w przypadku okazów muzealnych. Ich zwyczaje są jednak odmienne. Rozdzielone zostały przez Roberta C. Steina w 1963

Gatunki bliźniacze, gatunki kryptyczne – grupa blisko spokrewnionych gatunków, które są do siebie tak podobne, że utrudnia to rozróżnienie na podstawie morfologii, a jednak występuje u nich całkowita bariera rozrodcza i brak krzyżowania. Gatunki bliźniacze szczególnie często spotyka się wśród organizmów żyjących w środowisku morskim.
Gatunki bliźniacze zostały lepiej poznane z chwilą rozwoju nauk genetycznych, ponieważ genetyka pozwala jasno rozgraniczyć gatunek według sekwencji genomu.